# Caproni Ca.101
Caproni Ca.101 byl italský víceúčelový letoun navržený v roce 1927, zalétaný v roce 1928 a do provozu uvedený v roce 1930. Letoun byl určen pro civilní i vojenské použití.

## Vznik a vývoj
V roce 1927, téměř současně s uvedením víceúčelového letadla Ca.97 do provozu, byla k vyvinuta i jeho modifikace typ Ca. 101, což byla v podstatě zvětšená verze předchozí Ca. 97. Společnost Caproni provedla řadu prací zaměřených na zvětšení geometrických rozměrů letounu a instalovala italské motory Armstrong Siddeley Lynx vyrobené v licenci společností Alfa Romeo o výkonu 147 kW (200 k), které poháněly dvoulisté kovové vrtule o průměru 2,88 m. Letoun byl zalétán v roce 1928.  
Další vyrobené letouny Ca. 101 v třímotorové verzi dostaly československé hvězdicové sedmiválcové motory Walter Castor o výkonu 176 kW (240 k) nebo italské hvězdicové devítiválce Alfa Romeo D2 "Dux" s výkonem 198 kW (270 k). Pokus nabídnout Ca. 101 civilnímu letectví však nebyl až tak úspěšný vzhledem k silné konkurenci ostatních leteckých výrobců, ale o letadlo se začalo zajímat italské vojenské letectvo (Regia Aeronautica).
Dalším pokračováním byla výroba bombardérů, které se pak staly součástí vybavení nočních bombardovacích jednotek Regia Aeronautica. Armáda ocenila možnost použití Ca. 101 pro různé účely. Gianni Caproni připravil pro letectvo dvě modifikace současně. První z nich byla čistě transportní, neozbrojená verze a druhá byla vyráběna jako noční bombardér. Obě verze byly postaveny v přibližně stejném počtu a spolehlivě sloužily v italském letectvu.
Postupně byly vyvinuty i modernizované typy Ca. 101 bis a od roku 1929 několik verzí Ca. 102. Dvoumotorové verze byly nazývány jako "Pinocchio". Pokračovatelem těchto modelů byl letoun Caproni Ca. 133 z roku 1935. 

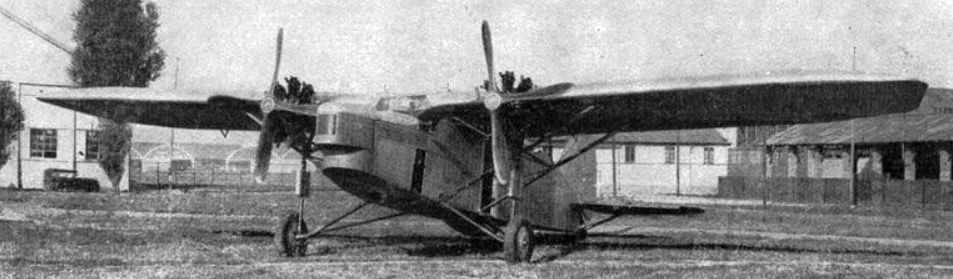
Caproni Ca.102 (L'Aerophile, listopad 1932)

## Popis letounu
Caproni Ca. 101 byl vzpěrový, hornokřídlý jednoplošník poháněný zpravidla třemi motory. Vrtule byly dvoulisté, zprvu kovové později i dřevěné. První motor byl vpředu v trupu a další dva v postranních gondolách zavěšených pod křídlem. Kabina byla vybavena pro 8 cestujících a posádka byla tříčlenná.
Trup se čtyřúhelníkovým průřezem, jakož i křídla a ocasní plochy byly vyrobeny z ocelových trubek potažených plátnem. Podlaha trupu byla vyrobena ze dřeva. Nádrže na 1200 litrů paliva se nacházely v horní části středního části trupu. Palivo bylo do motorů přiváděno pomocí měděných trubek. Nádrže na 44 litrů oleje byly umístěny za každým motorem. Centrálně byly také umístěny systémy stlačeného vzduchu a hasicích přístrojů.
V bombardéru bylo možné uvnitř trupu umístit až 500 kg bomb a obranná výzbroj se skládala z jednoho horního a dvou dolních kulometů ráže 7,7 mm. Obě tyto modifikace Ca. 101 většinou poháněly 3 hvězdicové sedmiválcové motory Piaggio Stella VII o výkonu 276 kW (370 k) a nebo 1 licenční Alfa Romeo Jupiter/Bristol Jupiter IV (313  kW/420 k). Pro koloniální letectvo byla dodávána varianta se sníženým množstvím ručních palných zbraní.

## Použití
Zpočátku byl používán jako civilní dopravní letadlo. První tři dopravní letouny měly hvězdicové motory Armstrong Siddeley-Lynx o výkonu 200 k (149 kW). Jednalo se o motory vyrobené v licenci u Alfa Romeo. V Itálii byl letoun Ca. 101 od července 1931 využíván leteckou společností Societa Aerea Mediterranea (SAM) na vnitrostátní lince Řím – Bari – Brindisi. Několik letounů provozovala i společnost Ala Littoria. Jeden letoun měl v užívání i italský ministr letectví, maršál S.E. Italo Balbo, který s ním sám podnikl mnoho cest po Evropě. Ministerstvo letectví mělo v užívání postupně tři letouny s imatrikulacemi I-AAZA, I-ABCQ a I-ABID. V letech 1930-1934 bylo postupně do italského leteckého rejstříku zavedeno 8 letounů Ca. 101.
Letouny byly určeny speciálně pro „koloniální“ službu v Somálsku, Eritreji a v Libyi (Tripolis, Benghází, Tobruk). V Libyi provozovala společnost S.A. Nord Africa Aviazione se sídlem v Benghází modernizované verze Caproni Ca.101 bis, Ca. 102 CO (Coloniale) a také hydroplán Caproni Ca.101 bis idro. Dne 26. prosince 1931 S. E. Badoglio uskutečnil s Ca. 102 CO zahajovací let této letecké společnosti na trase Benghází-Syrta-Tripolis, která je dlouhá téměř tisíc kilometrů.
Letoun Ca. 101 se dobře exportoval. V roce 1930 poskytla italská vláda Maďarskému království půjčku na nákup stíhacích letadel FIAT CR.20 a lehkých bombardérů Caproni Ca.101. Prvá dvě letadla (původně s italskou imatrikulací) byla zanesena do civilního rejstříku v roce 1932 (H-MAMA/HA-AMA a H-MAMB/HA-AMB) jako letouny pro poštovní přepravu. Zbývajících 10 "civilních" letounů Ca.101 bis bylo dodáno do Maďarska v roce 1935. Navzdory skutečnosti, že Maďarsku bylo zakázáno mít bojová letadla, byla na základě zakoupeného vybavení tajně vytvořena stíhací a bombardovací letka. Celkem bylo dovezeno 20 strojů Ca.101, které dlouho sloužily jako transportní letouny, než byly nahrazeny modernějšími bombardéry.  
Regia Aeronautica objednala v transportní a bombardovací verzi 72 Ca.101 a 34 Ca.102. Tato letadla sloužila u 8. a 9. letky (Ca.102) a u 7. letky (Ca.101). Ačkoli byl letoun Ca.102 pokročilejší, ve druhé italsko-etiopské válce sloužil pouze Ca.101. V roce 1935 Italské letectvo při přepadení Etiopie otestovalo letouny Ca. 101 v bojových podmínkách. Hlavním úkolem bylo provést průzkum na velké vzdálenosti, ale bombardovací výpady také nebyly příliš vzácné. Po okupaci Etiopie letouny Ca.101 tvořily základ dopravního letectví a byly používány na lety z Itálie do Afriky až do úplného opotřebení. Hlavním úkolem byl transport vojenských jednotek do odlehlých posádek, jejich plynulé zásobování a trvalý preventivní průzkum nad domorodými osadami atp.  
Podle nepotvrzených zpráv se letouny Ca. 101 zúčastnily španělské občanské války, ale není to oficiálně potvrzeno. Zbytek transportních letounů sloužil v Regio Aeronautice až do let 1938-1939 a poté byly zbylé letouny převedeny do různých výcvikových a pomocných jednotek, kde zůstaly až do roku 1942. Jeden z letounů Ca. 101 se měl zúčastnit i bitvy o Británii, ale byl nakonec odepsán již v březnu 1940.
Během hraničního konfliktu se Slovenskou republikou na jaře roku 1939 byla maďarská letadla Ca. 101 zapojena pouze na podporu pozemních sil a neuskutečnila skutečné bojové mise. Totéž platí pro kampaň proti Sovětskému svazu. Do léta 1941 byla všechna maďarská Ca. 101 převedena do kategorie pomocných letadel (ani ne dopravních). Poslední zmínka o maďarském Ca.101 pochází z roku 1943, kdy byly zbývající letouny vyřazeny z důvodu jejich úplného opotřebení.

## Varianty

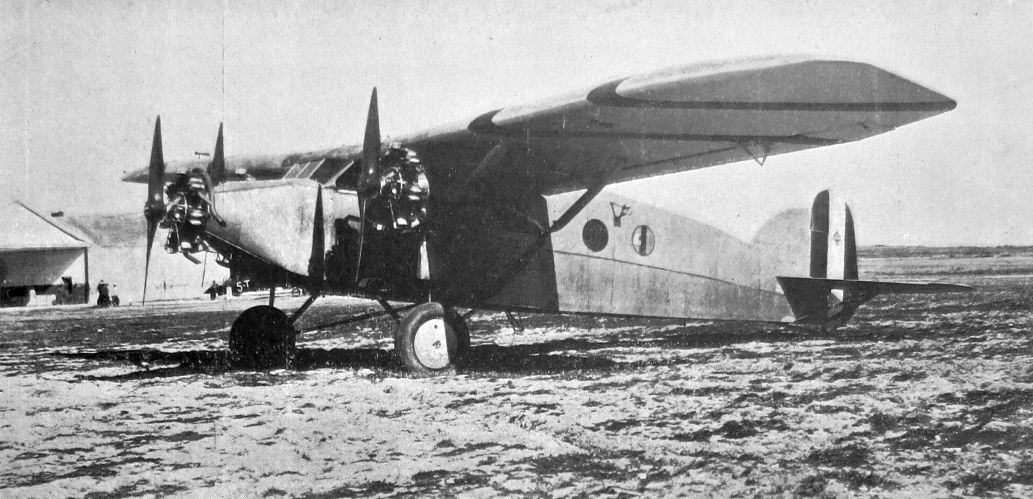
Caproni Ca.101 se třemi motory Walter Castor (1930)

- Ca. 101 - základní třímotorová verze
- Ca. 101 bis - mírně větší a s výkonnějšími, ale pouze dvěma motory určenými pro koloniální službu.
- Ca. 102 - drak letadla Ca.101 vybavený dvěma motory Bristol Jupiter 373 kW/500 k se čtyřlistými vrtulemi (vyrobeno 34 ks)[5]
- Ca 102 bis - se dvěma řadovými motory Isotta Fraschini 12R (každý o výkonu 800 k)
- Ca. 102 CO (Coloniale) - letoun vybavený 2 motory Lynx (200 k) a jedním motorem Bristol Jupiter IV (420 k)
- Ca.102 quarter - drak letadla Ca.102 vybavený čtyřmi motory Lynx o výkonu 200 k; se dvěma motory v tandemu na každém křídle, jeden směřující dopředu, druhý dozadu (vyroben 1 ks).

## Uživatelé

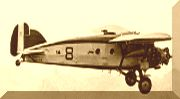
Caproni Ca.101

Italské království
- Regia Aeronautica

 Maďarsko
- Maďarské letectvo

 Čínská republika
- Letectvo Čínské republiky

 Rakousko
- Rakouské letectvo

## Specifikace

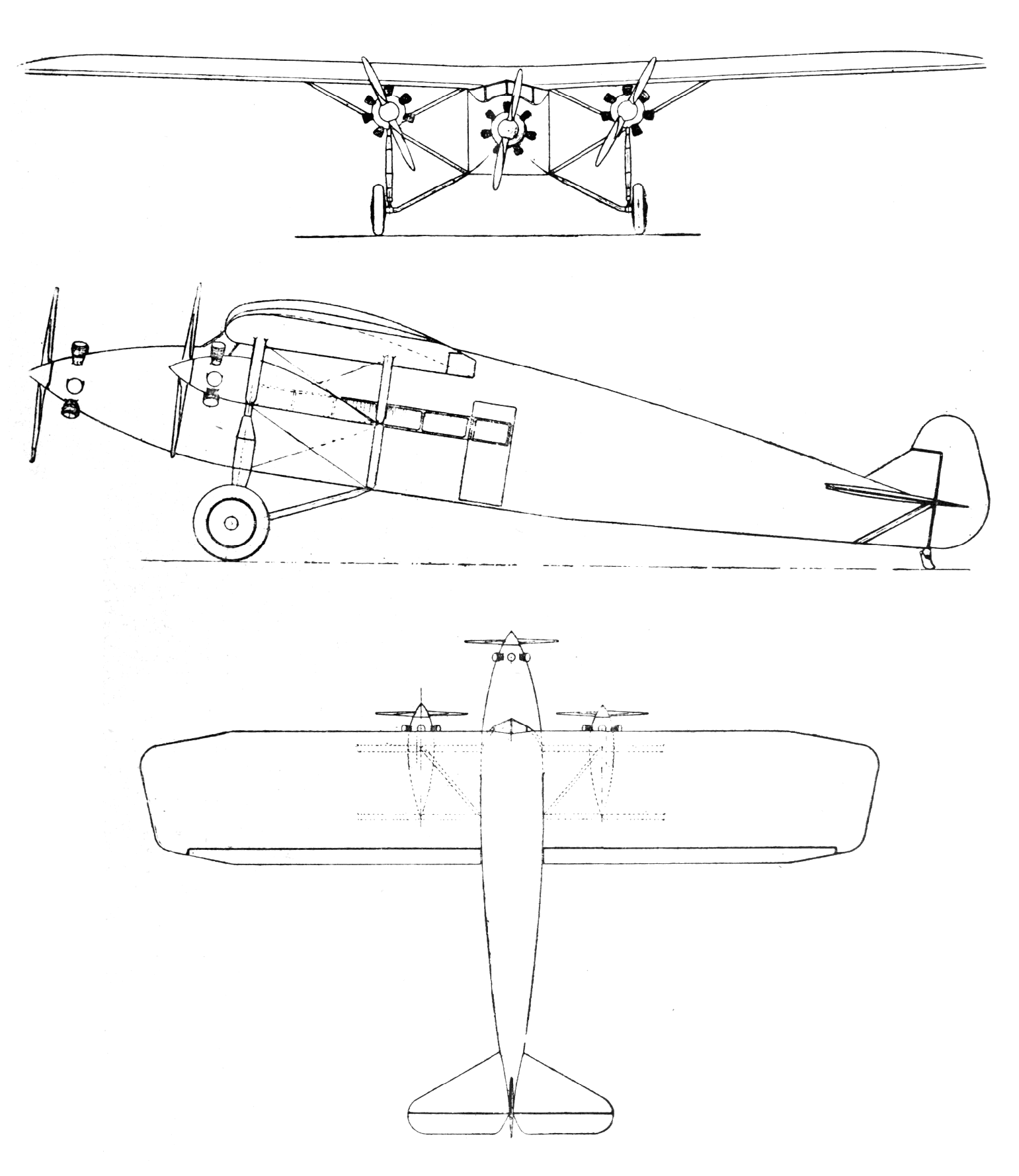
Caproni Ca.101, skica (L'Air, January 1,1929)

Údaje Ca. 101 s motory Walter Castor podle

### Technické údaje
- Osádka: 3 (pilot, kopilot, střelec)
- Kapacita: 8 cestujících a nebo 1500 kg nákladu
- Rozpětí: 19,80 m
- Délka: 13,85 m
- Nosná plocha: 57 m2
- Prázdná hmotnost: 2 975 kg
- Vzletová hmotnost: 4 670 kg
- Pohonná jednotka: 3 × vzduchem chlazený sedmiválcový hvězdicový motor Walter Castor
  - nominální výkon: 179 kW (240 k) při 1750 ot/min
  - maximální, vzletový výkon: 191 kW (260 k) při 1850 ot/min
- Vrtule: pevná, dvoulistá, dřevěná

### Výkony
- Maximální rychlost: 210 km/h
- Cestovní rychlost: 165 km/h
- Dostup: 5 500 m
- Stoupavost: 2,6 m/s
- Dolet: 1000 km

### Výzbroj (u bombardovací verze)
- 2-3× kulomet Lewis ráže 7,7 mm
- až 500 kg pum (2× 250 kg nebo 40× 12 kg)